# Adam-Pierre de La Grené
Pour les articles homonymes, voir La Grené.
Adam-Pierre de La Grené est un maître à danser né à Bruxelles le 24 octobre 1625 et mort dans la même ville le 13 avril 1702.
Fils d'Hercule de La Grené et de Madeleine Bertrangle, Adam-Pierre fréquente très tôt les musiciens et maîtres de danse bruxellois en compagnie de son père et débute comme danseur à l'âge de 12 ans au moins, lorsqu'il est inscrit dans l'association fondée par son père.
Dès 1642, il consigne dans un carnet la plupart des événements quotidiens : achats de tableaux, leçons de danse, accouchements de sa femme, tout y est minutieusement répertorié, à l'exception des danses enseignées... Ce « livre de raison » est le seul que les archives belges aient conservé d'un maître de danse.
Entré au service de l'archiduc Léopold-Guillaume le 1er janvier 1649, il remplace de plus en plus son père pour instruire les pages et il donne parallèlement des leçons à domicile. Le 6 juin 1650, il épouse Anne-Marie de Reys, dont il aura douze enfants, nés entre 1651 et 1668.
Parmi les personnalités auxquelles Adam-Pierre enseigne la danse, on relève dans son livre de raison le comte de Sainte-Aldegonde, le fils du roi de Danemark, le comte de Starhemberg, le duc de Bournonville, le duc de Buckingham, le comte de Rohan, le comte de Graz, les princes de Holstein, le comte de Benavides, le baron t'Serclaes, le prince de Lorraine, la comtesse de Nassau, le comte de Beaumont, le comte de Boussu (de), la duchesse de Guise, le prince d'Arenberg, le prince de Barbançon, la duchesse de Würtemberg, le comte de Mérode, le comte de Hornes, Antonio Ferdinando de Cordova, les princes de Ligne, la fille du marquis de Caracena, le prince de Launoy, les comtes de Fürstenberg, Mlle de Condé, etc. Tout le beau monde de la cour bruxelloise et étrangère semble prendre ses leçons chez La Grené.
Grand amateur de tableaux, il achète principalement des paysages et des portraits dès l'âge de dix-sept ans : Van Dale, Wautier, Vander Borcht, Zegers, Vader, Willem Key, sans oublier son frère Nicolas auquel il achète deux tableaux en 1649 et qui lui copie un portrait de Démocrite en 1651. C'est probablement cette dernière branche qui donnera naissance à une filiation de peintres au XVIIIe siècle.
Les dernières leçons consignées dans le livre de La Grené datent d'avril 1687, et c'est vraisemblablement à cette époque qu'il se retire du monde de la danse. Il meurt à Bruxelles à l'âge de 77 ans, ne laissant aucune postérité chorégraphique connue.